# Monika Baer
Monika Baer (* 1964 in Freiburg im Breisgau) ist eine deutsche Malerin.

## Leben und Werk
Von 1985 bis 1992 studierte sie an der Kunstakademie Düsseldorf bei Alfonso Hüppi. 1992 wurde sie Meisterschülerin und erhielt ein Paris-Stipendium. 1998 erhielt sie das Peter Mertes Stipendium. Baers seriell angelegte Werkkomplexe bedienen sich unterschiedlichster malerischer Techniken und Ansätze, von der Monochromie bis hin zum Realismus und zum konkreten Aufbrechen der Leinwandfläche. Die Bilder zeigen sich teilweise vom Surrealismus beeinflusst. Seit 1992/93 malt Baer Porträts in Aquarelltechnik, meist nach Fotos, die sie aus Illustrierten, Fernsehzeitungen und alten Schwarz-Weiß-Fotos bezieht.
Baer lebt und arbeitet seit 1999 in Berlin.

## Ausstellungen
- 2019 – Monika Baer. Preis der Stiftung Dieter Krieg 2019, Kunstmuseum Bonn
- 2016 – Große Spritztour, Kestnergesellschaft, Hannover.[1] Katalog
- 2007 – documenta 12, Kassel
- 2006 – Pinakothek der Moderne, München
- 2006 – Ausstellungshalle zeitgenössische Kunst, Münster
- 2005 – Bonnefantenmuseum, Maastricht
- 2005 – Kunsthalle Düsseldorf, Düsseldorf
- 2004 – Kunstverein Hannover, Hannover

## Preise
- 2020: Hannah-Höch-Preis, Berlin[2]
- 2021: Hans Platschek Preis